# دوکماسوف
دوکماسوف (به لاتین: Dukmasov) یک منطقهٔ مسکونی در روسیه است که در آدیغیه واقع شده‌است.